# MUSIC!!! / ZERO
「MUSIC!!! / ZERØ」是日本的音樂团体AAA的第19张单曲。2008年8月27日由avex trax发售。

## 概要
- 「MUSIC!!! / ZERØ」是繼2007年「紅唇羅曼蒂卡 / That's Right」後第五張2A單曲。
- 「MUSIC!!!」於2015年起為富士電視網節目「Mr. Sunday」的片尾曲，而「ZERØ」是動畫「World Destruction~毀滅世界的六人~」的主題曲。
- 此單曲有3個版本，分別有「MUSIC!!! ver.」、「ZERØ ver.」和「CD EXTRA」。其中「ZERØ ver.」，除了封面不同，曲目的順序亦不同；「CD EXTRA」收錄了VARIETY MOVIE -AAA秘密俱樂部-三-
- 此單曲收錄了迷你專輯「CHOICE IS YOURS」的「Clash [Extended version]」。
- 在9月8日於公信榜单曲週排行榜取得第9位

## 收录内容

### CD+DVD（MUSIC!!! ver.）
CD
1. MUSIC!!!
（作詞：Shigeko Ogula 作曲：Koichi Tsutaya Rap詞：日高光啓/Koichi Tsutaya 編曲：Chewzem Ogoys）
2. ZERØ
（作詞：寶野亞莉華 作曲：Nao Tanaka Rap詞：日高光啓 編曲：草間敬）
3. Crash [Extended version]
（作詞：松井五郎 作曲：Kazuhiro Hara Rap詞：日高光啓）
4. MUSIC!!!（Instrumental）
5. ZERØ（Instrumental）

DVD
1. MUSIC!!!（Music Clip）

### CD+DVD（ZERØ ver.）
CD
1. ZERØ
2. MUSIC!!!
3. Crash [Extended version]
4. ZERØ（Instrumental）
5. MUSIC!!!（Instrumental）

DVD
1. ZERØ（Music Clip）

### CD EXTRA
1. MUSIC!!!
2. ZERØ
3. Crash [Extended version]
4. MUSIC!!!（Instrumental）
5. ZERØ（Instrumental）

DVD
1. VARIETY MOVIE -AAA秘密俱樂部-三-